# Los Cortijillos (Los Barrios)
Los Cortijillos es una barriada (pedanía) del municipio español de Los Barrios (provincia de Cádiz, Andalucía). Está situado a seis kilómetros al este del núcleo principal del municipio y su población es de 2636 habitantes.
La arquitectura de Los Cortijillos es la de una población longitudinal, enclavada entre dos ejes de transporte como son la autovía del Mediterráneo y el ferrocarril Bobadilla-Algeciras, ⁣ si bien en el año 2011 se acometieron obras para soterrar el ferrocarril a su paso por esta barriada.
Este núcleo de población está conformado por tres urbanizaciones, Los Cortijillos, Los Álamos (delimitados por la vía férrea) y Ciudad Jardín, separada de las dos anteriores por la carretera C-440, que procede de Jerez de la Frontera y tiene su final en esta pedanía. A efectos estadísticos son considerados como un único núcleo de población.

## Comunicaciones
Se accede a Los Cortijillos por las salidas 113A y 113B de la A-7, y por la C-440 desde Los Barrios y Puente Romano. Al otro lado de la autovía se encuentran el Polígono industrial de Palmones y el Parque comercial Las Marismas.
Los Cortijillos pertenece a la zona A del sistema tarifario del Consorcio de Transporte Metropolitano del Campo de Gibraltar. Desde esta barriada se puede viajar en autobús metropolitano a todos los municipios de la comarca del Campo de Gibraltar (excepto Tarifa). También pasa por Los Cortijillos el autobús urbano de Los Barrios, que une los cinco núcleos de población del municipio.
| Líneas de autobús con parada en Los Cortijillos | Líneas de autobús con parada en Los Cortijillos               | Líneas de autobús con parada en Los Cortijillos |
| Línea                                           | Trayecto                                                      | Empresa                                         |
| ----------------------------------------------- | ------------------------------------------------------------- | ----------------------------------------------- |
| M-112                                           | Los Barrios-Algeciras Por Puente Romano                       | Hetepa                                          |
| M-120                                           | Algeciras-La Línea                                            | Comes                                           |
| M-121                                           | Los Barrios-La Línea                                          | Comes                                           |
| M-130                                           | San Roque-Algeciras                                           | Esteban                                         |
| M-170                                           | San Pablo-Jimena-Castellar-Algeciras                          | Comes                                           |
| Autobuses urbanos                               |                                                               |                                                 |
| 1                                               | Los Barrios-Puente Romano-Los Cortijillos-Palmones-Guadacorte | CTM                                             |